# اوئسیخا
اوئسیخا (به اسپانیایی: Huécija) دهستانی در استان آلمریای اسپانیا است.
در این دهستان ۵۳۹ نفر زندگی می‌کنند. مساحت این دهستان ۱۹ کیلومتر مربع است.